# Козловка (Пачелмський район)
Козло́вка (рос. Козловка) — село у складі Пачелмського району Пензенської області, Росія.
Населення — 99 осіб (2010; 153 у 2002).
Національний склад станом на 2002 рік:
- росіяни — 100 %